# Dublu extaz
Dublu extaz este un film românesc din 1998 regizat de Iulian Mihu. Rolurile principale au fost interpretate de actorii Costel Cașcaval, Otilia Toma, Dan Istrate.

## Distribuție
Distribuția filmului este alcătuită din:
- Florin Piersic jr
- Maria Rotaru
- Claudiu Dicu
- Ion Bechet
- Daniela Nane — Iulia
- Iulian Geantă
- Ida Dobrescu
- Dan Apostol
- Petre Constantin
- Rona Hartner
- Tudor Manole
- Andrei Dan
- Otilia Toma
- Romulus Curcă
- Gabriela Moruzi
- Costel Cașcaval
- Lili Popovici
- Maria Geantă
- Costi Vâlcu
- Dan Istrate

## Primire
Filmul a fost vizionat de 9.514 spectatori de spectatori în cinematografele din România, după cum atestă o situație a numărului de spectatori înregistrat de filmele românești de la data premierei și până la data de 31 decembrie 2014 alcătuită de Centrul Național al Cinematografiei.